# Епархия Сан-Фелиу-де-Льобрегата
Епархия Сан-Фелиу-де-Льобрегата (лат. Dioecesis Sancti Felicis de Llobregar, кат. Bisbat de Sant Feliu de Llobregat, исп. Diócesis de San Felíu de Llobregat) — католическая епархия латинского обряда с центром в городе Сан-Фелиу-де-Льобрегат, Каталония, Испания.

## История
Епархия была образована 15 июня 2004 года путём выделения в новую епархию девяти приходских округов архиепархии Барселоны.

## Современное состояние
Епархия объединяет приходы к западу от Барселоны. С момента основания епархию возглавляет епископ Агустин Кортес Сориано. Кафедральный собор епархии — Кафедральный собор Святого Лаврентия. По данным на 2004 год епархия насчитывала 600 000 верующих, 121 приход и 153 священника.
После образования епархии на её территории оказалась главная католическая святыня Каталонии и один из главных паломнических центров Испании — монастырь Монтсеррат. Помимо него почётный статус малой базилики также носит Базилика Святой Марии в городе Вильяфранка-дель-Пенедес.